# Ölhall

Ölhallen Hofbräuhaus i München.

kallas vanligtvis större anläggning som serverar öl och även mat. Begreppet används speciellt i Tyskland  men återfinns även i Sverige, till exempel Ölhallen 7:an i Göteborg och Kvarnen och Restaurang Pelikan på Södermalm i Stockholm.

## Kända ölhallar

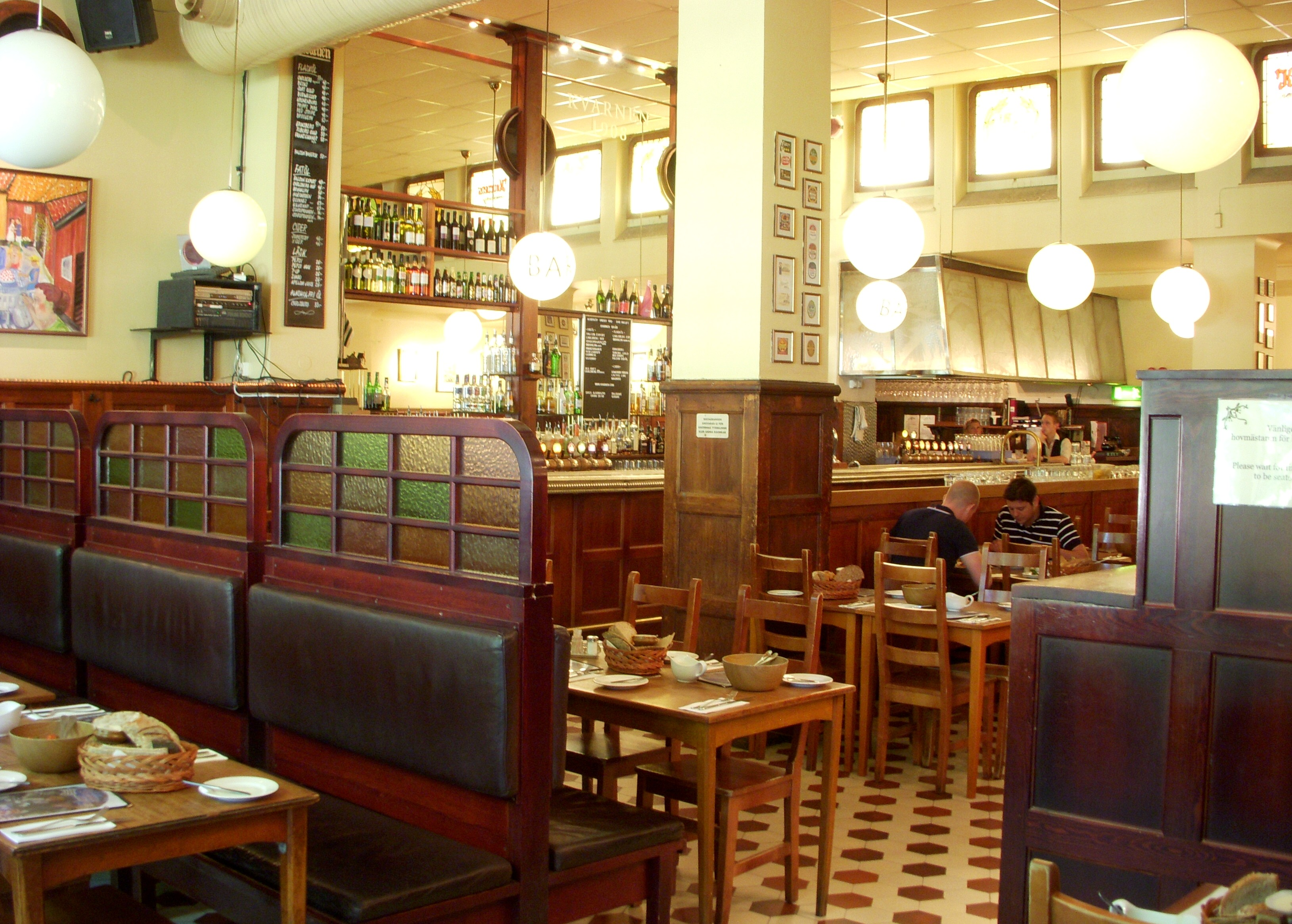
Restaurang Kvarnen 2010

### Tyskland
- Hofbräuhaus (München)
- Bürgerbräukeller (München)
- Zum Franziskaner, München

### Sverige
- Ölhallen 7:an (Göteborg)
- Kvarnen (Stockholm)
- Restaurang Pelikan (Stockholm)
- Zum Franziskaner (Stockholm)
- Restaurant Löwenbräu (Stockholm)
- Ölhallen Karlshamn (Karlshamn)